# Kyrkobokföringsdistrikt
Kyrkobokföringsdistrikt, förkortat kbfd, var namnet på en del av en församling i Sverige som i folkbokföringshänseende var likställd med församling och fått denna ställning genom ett beslut av regeringen. I samband med att ansvaret för folkbokföring fördes över från Svenska kyrkans församlingar till skattemyndigheterna den 1 juli 1991 upphörde kyrkobokföringsdistrikten.
Kyrkobokföringsdistrikten tillkom den 1 januari 1922 (enligt kungörelsen den 9 december 1921). Den 1 januari 1931 fanns 64 kyrkobokföringsdistrikt i 30 församlingar. Av dessa var 27 församlingar uppdelade på två kyrkobokföringsdistrikt, två församlingar på tre distrikt och en församling på fyra distrikt (Jokkmokks församling). Vissa av dessa distrikt utgjorde en fortsättning på en tidigare existerade tradition av separat kyrkobokföring inom vissa församlingar.

## Lista över Sveriges kyrkobokföringsdistrikt
Enligt Skatteverket har det funnits följande kyrkobokföringsdistrikt i Sverige:
- Anderstorps kyrkobokföringsdistrikt
- Anundsjö kyrkobokföringsdistrikt
- Arboga kyrkobokföringsdistrikt
- Arjeplogs kyrkobokföringsdistrikt
- Arvidsjaurs kyrkobokföringsdistrikt
- Bastuträsks kyrkobokföringsdistrikt (Norsjö östra kyrkobokföringsdistrikt)
- Bergsjöns kyrkobokföringsdistrikt
- Biskopsgårdens kyrkobokföringsdistrikt
- Björksele kyrkobokföringsdistrikt (Vindelådalens kyrkobokföringsdistrikt)
- Bodafors kyrkobokföringsdistrikt
- Bodens kyrkobokföringsdistrikt
- Bolidens kyrkobokföringsdistrikt
- Borgsjö kyrkobokföringsdistrikt
- Borlänge kyrkobokföringsdistrikt (Borlänge och Domnarvets kyrkobokföringsdistrikt)
- Botkyrka kyrkobokföringsdistrikt
- Bromma kyrkobokföringsdistrikt
- Brunskogs västra kyrkobokföringsdistrikt
- Brunskogs östra kyrkobokföringsdistrikt
- Brämaregårdens kyrkobokföringsdistrikt
- Brännkyrka kyrkobokföringsdistrikt
- By kyrkobokföringsdistrikt
- Bygdeå kyrkobokföringsdistrikt
- Degerfors kyrkobokföringsdistrikt
- Dikanäs kyrkobokföringsdistrikt
- Döderhults kyrkobokföringsdistrikt
- Eda norra kyrkobokföringsdistrikt
- Eda södra kyrkobokföringsdistrikt
- Ekeby norra kyrkobokföringsdistrikt
- Ekeby södra kyrkobokföringsdistrikt
- Eslövs kyrkobokföringsdistrikt
- Evertsbergs kyrkobokföringsdistrikt
- Finspångs kyrkobokföringsdistrikt
- Fjällbacka kyrkobokföringsdistrikt
- Folkärna kyrkobokföringsdistrikt
- Gamlestads kyrkobokföringsdistrikt
- Gargnäs kyrkobokföringsdistrikt
- Glommersträsks kyrkobokföringsdistrikt
- Grebbestads kyrkoområde
- Grycksbo kyrkobokföringsdistrikt
- Gusums kyrkobokföringsdistrikt
- Gyllenfors kyrkobokföringsdistrikt
- Gårdveda kyrkobokföringsdistrikt
- Gällivare kyrkobokföringsdistrikt
- Hakkas kyrkobokföringsdistrikt
- Hallingebergs norra kyrkobokföringsdistrikt
- Hallingebergs södra kyrkobokföringsdistrikt
- Hammarö kyrkobokföringsdistrikt
- Haparanda kyrkobokföringsdistrikt
- Horndals kyrkobokföringsdistrikt
- Hovmantorps kyrkobokföringsdistrikt
- Hultsfreds kyrkobokföringsdistrikt
- Husby kyrkobokföringsdistrikt
- Hägerstens västra kyrkobokföringsdistrikt
- Hägerstens östra kyrkobokföringsdistrikt
- Hässelby kyrkobokföringsdistrikt
- Hörkens kyrkobokföringsdistrikt
- Jokkmokks kyrkobokföringsdistrikt
- Jonsereds kyrkobokföringsdistrikt
- Jämshögs kyrkobokföringsdistrikt
- Järfälla norra kyrkobokföringsdistrikt
- Järfälla södra kyrkobokföringsdistrikt
- Järna kyrkobokföringsdistrikt
- Jörns västra kyrkobokföringsdistrikt
- Jörns östra kyrkobokföringsdistrikt
- Kallinge kyrkobokföringsdistrikt (Bredåkra kyrkoområde)
- Kaunisvaara kyrkobokföringsdistrikt
- Kista kyrkobokföringsdistrikt
- Kolsva norra kyrkobokföringsdistrikt (Bro-Malma norra kyrkobokföringsdistrikt)
- Kolsva södra kyrkobokföringsdistrikt (Bro-Malma södra kyrkobokföringsdistrikt)
- Kortedala kyrkobokföringsdistrikt
- Krokstrands kyrkobokföringsdistrikt
- Kroppa kyrkobokföringsdistrikt
- Krylbo kyrkobokföringsdistrikt
- Kvikkjokks kyrkobokföringsdistrikt
- Kville kyrkobokföringsdistrikt
- Lansjärvs kyrkobokföringsdistrikt (Överkalix övre kyrkobokföringsdistrikt)
- Latikbergs kyrkobokföringsdistrikt
- Lessebo kyrkobokföringsdistrikt
- Lilla och Stora Essingens kyrkobokföringsdistrikt
- Lima kyrkobokföringsdistrikt
- Ljusnarsbergs kyrkobokföringsdistrikt
- Lundby kyrkobokföringsdistrikt
- Lycksele kyrkobokföringsdistrikt
- Långshyttans kyrkobokföringsdistrikt
- Madesjö kyrkobokföringsdistrikt
- Malmbergets kyrkobokföringsdistrikt
- Markbygdens kyrkobokföringsdistrikt
- Misterhults norra kyrkobokföringsdistrikt
- Misterhults södra kyrkobokföringsdistrikt
- Morjärvs kyrkobokföringsdistrikt
- Målilla kyrkobokföringsdistrikt
- Nattavaara kyrkobokföringsdistrikt
- Nedertorneå kyrkobokföringsdistrikt
- Niilivaara kyrkobokföringsdistrikt
- Nikolai kyrkobokföringsdistrikt
- Nol-Alafors kyrkobokföringsdistrikt
- Nordmalings kyrkobokföringsdistrikt
- Norra Sandsjö kyrkobokföringsdistrikt
- Norrfors kyrkobokföringsdistrikt
- Norsjö kyrkobokföringsdistrikt (Norsjö västra kyrkobokföringsdistrikt)
- Nybro kyrkobokföringsdistrikt
- Nylöse kyrkobokföringsdistrikt
- Offerdals kyrkobokföringsdistrikt
- Olofströms kyrkobokföringsdistrikt
- Oskarshamns kyrkobokföringsdistrikt
- Oxelösunds kyrkobokföringsdistrikt
- Pajala kyrkobokföringsdistrikt
- Partille kyrkobokföringsdistrikt
- Piteå kyrkobokföringsdistrikt
- Porjus kyrkobokföringsdistrikt
- Puottaure kyrkobokföringsdistrikt
- Påskallaviks kyrkobokföringsdistrikt
- Ringarums kyrkobokföringsdistrikt
- Risinge kyrkobokföringsdistrikt
- Ronneby kyrkobokföringsdistrikt
- Råneå nedre kyrkobokföringsdistrikt
- Råneå övre kyrkobokföringsdistrikt
- Rödeby norra kyrkobokföringsdistrikt
- Rödeby södra kyrkobokföringsdistrikt
- Rönnöfors kyrkobokföringsdistrikt
- Rörbäcksnäs kyrkobokföringsdistrikt
- Saxnäs kyrkobokföringsdistrikt
- Seskarö kyrkobokföringsdistrikt
- Skedevi norra kbfområde
- Skedevi södra kbfområde
- Skee kyrkobokföringsdistrikt
- Skelleftehamns kyrkobokföringsdistrikt
- Skellefteå kyrkobokföringsdistrikt
- Skellefteå landsförsamlings kyrkobokföringsdistrikt
- Skene kyrkobokföringsdistrikt
- Skoghalls kyrkobokföringsdistrikt
- Solbergs kyrkobokföringsdistrikt
- Sorsele kyrkobokföringsdistrikt
- Spånga kyrkobokföringsdistrikt
- Starrkärrs kyrkobokföringsdistrikt
- Stensele kyrkobokföringsdistrikt
- Stjärnsunds kyrkobokföringsdistrikt
- (Stora) Kopparbergs kyrkobokföringsdistrikt
- Stora Tuna kyrkobokföringsdistrikt
- Storfors kyrkobokföringsdistrikt
- Svansteins kyrkobokföringsdistrikt
- Säterbo kyrkobokföringsdistrikt
- Sävars nedre kyrkobokföringsdistrikt
- Sävars övre kyrkobokföringsdistrikt
- Sävedalens kyrkobokföringsdistrikt
- Söderåkra norra kyrkobokföringsdistrikt
- Söderåkra södra kyrkobokföringsdistrikt
- Södra Bergnäs kyrkobokföringsdistrikt
- Söromsjöns kyrkobokföringsdistrikt
- Tanums kyrkoområde
- Tavelsjö kyrkobokföringsdistrikt
- Tumba kyrkobokföringsdistrikt
- Tynnereds kyrkobokföringsdistrikt
- Töre kyrkobokföringsdistrikt
- Umeå landsförsamlings södra kyrkobokföringsdistrikt
- Umnäs kyrkobokföringsdistrikt
- Vansbro kyrkobokföringsdistrikt
- Vargöns kyrkobokföringsdistrikt
- Vena kyrkobokföringsdistrikt
- Venjans kyrkobokföringsdistrikt
- Vilhelmina kyrkobokföringsdistrikt
- Vitträsks kyrkobokföringsdistrikt
- Vuollerims kyrkobokföringsdistrikt
- Vällingby kyrkobokföringsdistrikt
- Vännäs centralorts kyrkobokföringsdistrikt (Vännäs köpings kyrkobokföringsdistrikt)
- Vännäsbygdens kyrkobokföringsdistrikt (Vännäs landskommuns kyrkobokföringsdistrikt)
- Västra Frölunda kyrkobokföringsdistrikt
- Västra Sallerups kyrkobokföringsdistrikt
- Västra Tunhems kyrkobokföringsdistrikt

| Kyrkobokföringsdistrikt | Ingick i                        | Län                     | Bildat          | Upphört        | Anmärkningar                                                                          |
| ----------------------- | ------------------------------- | ----------------------- | --------------- | -------------- | ------------------------------------------------------------------------------------- |
| Åmsele                  | Degerfors (Vindelns) församling | Västerbottens län       | 1 januari 1924  | 1 januari 1962 | Utbruten till en egen församling                                                      |
| Ånge                    | Bergsjö församling              | Västernorrlands län     | 1 januari 1946  | 1 januari 1974 |                                                                                       |
| Årsta                   | Brännkyrka församling           | Stockholms län          | 1 juni 1951     | 1 januari 1957 |                                                                                       |
| Åsen                    | Älvdalens församling            | Kopparbergs län         | 6 februari 1923 | 1 januari 1967 | Fastställelse av tidigare beslut från 1918 om separat kyrkobokföring för samma område |
| Älvdalen                | Älvdalens församling            | Kopparbergs län         | 3 februari 1922 | 1 januari 1967 |                                                                                       |
| Älvsborg                | Västra Frölunda församling      | Göteborgs och Bohus län | 1 maj 1923      | 1967           |                                                                                       |
| Örby                    | Örby församling                 | Älvsborgs län           | 1962            | 1 juli 1991    |                                                                                       |
| Österhaninge norra      | Österhaninge församling         | Stockholms län          | 1947            | 1 juli 1959    |                                                                                       |
| Österhaninge södra      | Österhaninge församling         | Stockholms län          | 1947            | 1 juli 1959    |                                                                                       |
| Överkalix               | Överkalix församling            | Norrbottens län         | 1939            | 1979           | Först benämnt Överkalix nedre                                                         |
| Överklinten             | Bygdeå församling               | Västerbottens län       | 1930            | 1 juli 1991    |                                                                                       |
| Överluleå               | Överluleå församling            | Norrbottens län         | 1919            | 1966           | "Inofficiellt kbfd" (Skatteverket)                                                    |
| Övertorneå              | Övertorneå församling           | Norrbottens län         | 1926            | 1 januari 1962 |                                                                                       |